# Парогенеруючий важководний реактор

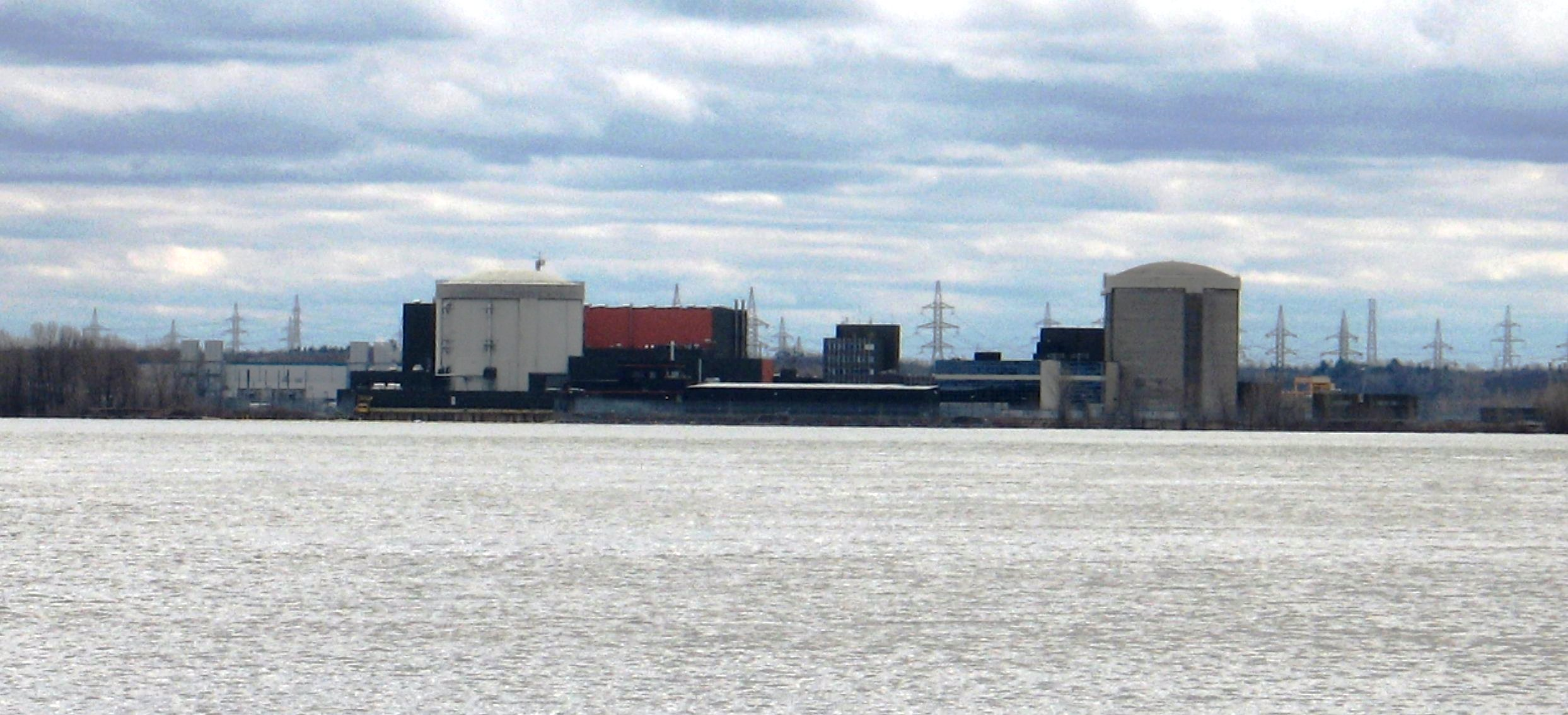
АЕС Джентіллі перший енергоблок якої працював на основі парогенеруючого важководного реактора SGHWR

Парогенеруючий важководний реактор (SGHWR) — проект Сполученого Королівства для комерційних ядерних реакторів. Він використовує важку воду як сповільнювач нейтронів і звичайну «легку» воду як теплоносій. Теплоносій кипить у реакторі, подібно до реактора з киплячою водою, і приводить в дію парові турбіни, що відбирають електроенергію.
Єдиний прототип конструкції, 100 МВт "Winfrith Reactor" був підключений до мережі в 1967 році і працював до 1990 року. Більший комерційну конструкцію із 650 МВт була розроблена в 1974 році як основа для будівництва майбутніх реакторів у Великій Британії, але зниження споживання електроенергії призвело до того, що це рішення було скасовано в 1976 році, і виробничі моделі так і не були побудовані.
SGHWR був серед низки подібних проектів, які включають атомну електростанцію Джентіллі, засновану на реакторах CANDU, у Квебеку, передовий випробувальний реактор Fugen у Японії та ніколи не введений в експлуатацію реактор CIRENE в Італії. Ці конструкції відрізняються від базової конструкції CANDU, яка використовує важку воду як теплоносій, а також сповільнювач.

## Історія
SGHWR був відходом від попередніх проектів Великобританії, які використовували графіт як сповільнювач і вуглекислий газ як теплоносій. Початковий Magnox був розроблений для роботи на природному урані, але наступний удосконалений газовий реактор (AGR) відмовився від цього з різних причин, використовуючи замість цього низькозбагачений уран.
Хоча Magnox був технічно успішним, він був дорогим. Для майбутніх замовлень на початку 1960-х років було вивчено кілька альтернативних концепцій конструкції реакторів. В рамках цієї програми 100 МВт прототип SGHWR був побудований в Winfrith в 1960-х роках і був підключений до мережі в 1967 році. Його часто називають просто «реактором Вінфріта». Інші проекти створили подібні субмасштабні прототипи високотемпературного реактора також у Вінфріті, AGR, отриманого від Magnox, у Віндскейлі та прототип швидкого реактора в Дунрі.
На цьому конкурсі остаточно було обрано проект AGR, і кілька AGR почали будувати наприкінці 1960-х років. Вони швидко зіткнулися з проблемами, і на початку 1970-х років дизайн вважався невдалим. У 1974 році з'явилася більша версія SGHWR з проектною потужністю 650 MWe було обрано для майбутньої побудови електростанції. У 1976 році це рішення було скасовано через поєднання прогнозованого різкого падіння попиту на електроенергію, вищих, ніж очікувалося, витрат і відсутності очевидного експортного потенціалу на ядерному ринку, що скорочується. Враховуючи обмежену кількість нових реакторів, які очікуються в майбутньому, модифіковані версії AGR були обрані замість SGHWR, оскільки подальших зусиль щодо розробки не було потрібно.
Реактор Winfrith Reactor залишався в робочому стані та використовувався для різноманітних цілей, поки він не припинив роботу в жовтні 1990 року після 23 років експлуатації. Станом на  2019  він знаходиться в процесі виведення з експлуатації компанією Magnox Ltd від імені Управління з виведення з експлуатації атомних станцій. У 2022 році понад 1000 бочок з радіоактивними відходами буде перевезено 11 потягами до сховища низькоактивних відходів. Цей матеріал колись був середньоактивним відходом, але розклався до низькоактивних відходів під час зберігання у Вінфріті.

## Конструкція
SGHWR схожий по конструкції на канадського реактора CANDU тим, що в ньому використовується корпус реактора низького тиску, що містить сповільнювач і трубопроводи високого тиску для теплоносія. Це одночасно зменшує загальну кількість необхідної дорогої важкої води, а також зменшує складність корпусу реактора, що, у свою чергу, зменшує витрати та складність будівництва.
Він відрізняється тим, що в якості теплоносія використовує звичайну «легку» воду, а CANDU тут теж використовує важку воду. Легка вода зменшує нейтронну економію до точки, коли природний уран більше не може використовуватися як паливо. Здатність працювати на природному урані вважалася головною перевагою в 1960-х роках, оскільки здавалося, що попит на збагачення перевищить пропозицію. До 1970-х років стало зрозуміло, що постачання палива не буде проблемою, і використання незбагаченого палива більше не було основною метою проектування. Використання незначного збагачення призводить до більш високого вигоряння та більш економічних паливних циклів, компенсуючи зараз низькі витрати на збагачення.
Ідея використання важкої води для сповільнювача та легкої води для теплоносія була досліджена рядом проектів протягом цього періоду. Атомна електростанція Джентіллі-1 у Квебеку використовувала те саме рішення, але воно не виявилося успішним і було закрито через короткий термін експлуатації. Подібна доля спіткала реактор Fugen Advanced Test Reactor в Японії. Італійський проект CIRENE, розміщений на Латинській атомній електростанції, був побудований, але так і не введений в експлуатацію. Останньою спробою використати цю базову конструкцію був сучасний удосконалений реактор CANDU початку 2000-х років, але розробка завершилася без створення прикладу.